# Ma vérité (album de Johnny Hallyday)
Pour les articles homonymes, voir Ma vérité.
Albums de Johnny Hallyday
À la vie, à la mort !
(2002) Le Cœur d'un homme
(2007)
Singles
1. Ma religion dans son regard - Apprendre à aimer
Sortie : 24 octobre 2005
2. Mon plus beau Noël - Je prendrai soin de vous
Sortie : 5 décembre 2005
3. Le temps passe - Tu es elle
Sortie : 3 mars 2006
4. La Paix - Elle s'en moque
Sortie : 5 juin 2006

Ma vérité est le 44e album studio de Johnny Hallyday, sorti en 2005. Il s'est vendu à 800 000 exemplaires.
C'est le dernier album du chanteur pour la firme Philips-Phonogram / Mercury-Universal.

## Autour de l'album
L'album est réalisé par Pierre Jaconelli, sauf Le temps passe réalisé par Passi.
- Références originales : édition CD 983 414 - 2 * édition vinyle 983 445 - 4
- Références originales : Limités CD 983 379-0
- Le titre Le temps passe, interprété avec Ministère A.M.E.R., est un étonnant mélange des genres qui unit Rap et chant.
- Le single Mon plus beau Noël, propose en second titre l'inédit Je prendrai soin de vous.
- Le single  Le temps passe, contient l'inédit Tu es elle.
- Tout aussi absente de l'album, la chanson, (issue des sessions d'enregistrement), Ma chair et mon sang est restée totalement inédite à ce jour (2015).
- L'album, dédié à  sa fille adoptive Jade, se vend à huit cent mille exemplaires.

## Liste des titres
| 1.  | S'il n'est pas trop tard                 | Jérôme Attal                             | Daran           | 3:06 |
| 2.  | Ma religion dans son regard              | Benoit Poher                             | Kyo             | 3:51 |
| 3.  | La Paix                                  | Zazie                                    | Fabien Cahen    | 3:24 |
| 4.  | Le temps passe (avec Ministère A.M.E.R.) | Passi, Stomy Bugsy, Elio, Julia Fajerman | Elio            | 3:58 |
| 5.  | Si tu pars                               | Yanne                                    | Yanne           | 4:06 |
| 6.  | Clémence                                 | Guillaume Ledoux                         | Johan Ledoux    | 3:29 |
| 7.  | Ce qui ne tue pas nous rend plus fort    | Guy Carlier                              | Fred Blondin    | 3:16 |
| 8.  | Mon plus beau Noël                       | Fred Blondin                             | Fred Blondin    | 4:25 |
| 9.  | Te savoir près de moi                    | Jacky Jaillet, Anne Lize Vaissière       | Alain Auclair   | 3:53 |
| 10. | Ma vérité                                | David Salsedo                            | David Salsedo   | 3:15 |
| 11. | Elle s'en moque                          | Muriel Robin                             | Cyril Assous    | 3:59 |
| 12. | Affronte-moi                             | François Welgryn                         | David Hallyday  | 3:37 |
| 13. | Apprendre à aimer                        | Michel Mallory                           | Johnny Hallyday | 4:21 |

- Titres inédits (parus uniquement en single)

| No | Titre                    | Paroles          | Musique          | Durée |
| -- | ------------------------ | ---------------- | ---------------- | ----- |
| 1. | Je prendrai soin de vous | Pierre Jaconelli | Pierre Jaconelli | 5:00  |
| 2. | Tu es elle               | Sophie Fontanel  | Axel Bauer       | 4:09  |

## Musiciens
Batterie : Geoff Dugmore (en)
Basse : Nicolas Fiszman
Guitares : Pierre Jaconelli
Pedal steel guitare : Jean-Yves Lozac'h
Percussions : Luis Jardim
Chœurs : Damien Sargue, Myriam Betty, Sophie Parrot, Catherine Renoir, Raphaël Brown, Corina Armel.
Sur Mon plus beau Noël  : Chorale Les Petits Chanteurs d'Asnières
Sur Clémence, Elle s'en moque, Si tu pars : direction artistiques des cuivres Simon Hale. Trompette : Derek Watkins, John Barclay. Trombone : Pete Beachill. Saxophone : Chris "Snake" Davis, Jamie Talbot, Ben Castle, Chris White.
Sur Ma vérité : direction artistique des cuivres Harry Kim. The Harry Kim Vine Streets Horns : Trompette ; Harry Kim, Dan Fornero. Trombone : Arturo Velasco. Saxophone tenor et baryton : Raymond Herrman.
Sur Mon plus beau Noël et Si tu pars : direction artistique des cordes Simon Hale. Orchestre les archets de Paris. Violon solo : Christophe Guiot.
Sur Ma religion dans son regard : Violoncelle : David Daniels.
Sur Le temps passe : Chœurs : Elio. Guitares : Patrick Marconcini. Basse : Guy Nsangue. Programmation et claviers : Elio, Foks. Direction artistique des cordes : Bernard Arcadio. Cordes : Noémie Le Campion, Marie Guyon, Cécile Bourcier et Mathilde Febrer

## Classements et certifications
| Classement (2005–2007)       | Meilleure position |
| ---------------------------- | ------------------ |
| Belgique (Wallonie Ultratop) | 1                  |
| France (SNEP)                | 1                  |
| Suisse (Schweizer Hitparade) | 5                  |

| Classement (2005)            | Position |
| ---------------------------- | -------- |
| Belgique (Wallonie Ultratop) | 6        |
| France (SNEP)                | 2        |

| Classement (2006)            | Position |
| ---------------------------- | -------- |
| Belgique (Wallonie Ultratop) | 70       |
| France (SNEP)                | 58       |

### Certifications
| Pays                                                                 | Certification | Ventes certifiées |
| -------------------------------------------------------------------- | ------------- | ----------------- |
| Belgique (BEA)                                                       | Platine       | 50 000*           |
| France (SNEP)                                                        | Diamant       | 750 000*          |
| Suisse (IFPI Suisse)                                                 | Or            | 20 000^           |
| *Ventes selon la certification ^Mise en rayon selon la certification |               |                   |